# Cyclantheropsis madagascariensis
Cyclantheropsis madagascariensis är en gurkväxtart som beskrevs av Keraudr.. Cyclantheropsis madagascariensis ingår i släktet Cyclantheropsis, och familjen gurkväxter. Inga underarter finns listade i Catalogue of Life.